# Jim Langabeer
James „Jim“ Langabeer (* 2. Dezember 1942; † 25. Januar 2022) war ein neuseeländischer Jazzmusiker (Saxophon, Flöte, Bassklarinette, Komposition).

## Leben und Wirken
Langabeer wuchs in einer musikalischen Familie auf; seine Mutter spielte Klavier und seine junge Tante war eine talentierte Pianistin und Akkordeonistin. Zunächst lernte er Ukulele und Klavier; sein Trompetenlehrer ermutigte ihn, ein Arbeitsbuch zum Erarbeiten von Akkordfolgen und zum Schreiben von Melodien zu führen. Als Jugendlicher spielte er in einer Band und setzte den Klavierunterricht fort, um schließlich ein Bachelor-Studium und später ein Lehramtsstudium in Musik zu absolvieren. 1967 trat er in einer der ersten Shows im neuseeländischen Fernsehen mit dem Titel Jazz Mode auf und schrieb dafür eine eigene Melodie. Während seines Studiums arbeitete er auch in Rockbands und als Sessionmusiker, u. a. mit Freddie Keil and the Kavaliers, The Keil Isles, Tommy Adderley, Lou and Simon, The Prophets und Peter Posa. Das Arrangieren und Komponieren war ein Teil seiner musikalischen Aktivitäten. 1974 gründete er mit Richard (Dick) Nunns und weiteren Musikern aus Christchurch das achtköpfige Double Quartet. 1984 hielt sich Langabeer mit einem Stipendium mehrere Monate in den Vereinigten Staaten auf; dort setzte er seine Studien an der Creative Music School in Woodstock (New York) fort. In den USA hatte er Gelegenheit mit Grachan Moncur III, David Liebman, Steve Reich, Terry Riley, Karl Berger, Roswell Rudd und John Cage zu arbeiten.
Mit seinem Jim Langabeer Trio/Quartet trat er mehrmals auf dem neuseeländischen National Jazz Festival auf. Im Bereich des Jazz war er laut Tom Lord zwischen 1983 und 1992 an fünf Aufnahmesessions beteiligt, zunächst im Trio mit Paul Dyne und Barry Young, sowie mit Murray McIlwraith und den Formationen Sharps, SMB und Superbrew. Im Laufe seiner Karriere spielte er mit Künstlern wie Sammy Davis Jr., The Bee Gees, The Temptations, The Four Tops, Alan Broadbent und Mavis Rivers. Des Weiteren war er Gastsolist bei der Prohibition Big Band und Instrumentalist/Solist bei der Prohibition Jazz Experience und dem Prohibition Swingtet. Er leitete und spielte auch in einer Reihe anderer neuseeländischer Bands (wie The Zodiacs und Trip to the Moon) und nahm gelegentlich in New York auf. Ferner nahm er auch ein Programm für Flöte und Altflöte mit dem Russ Garcia Jazz Orchestra auf. Er unterrichtete an der New Zealand School of Jazz und der University of Auckland; außerdem gab er Privatunterricht für Saxophon und Flöte. 2016 erwarb Langabeer den Master of Music mit Auszeichnung. Seine Masterarbeit enthielt viele neue Kompositionen, von denen einige mit Rosie Langabeer aufgenommen wurden.